# Liu Cheng

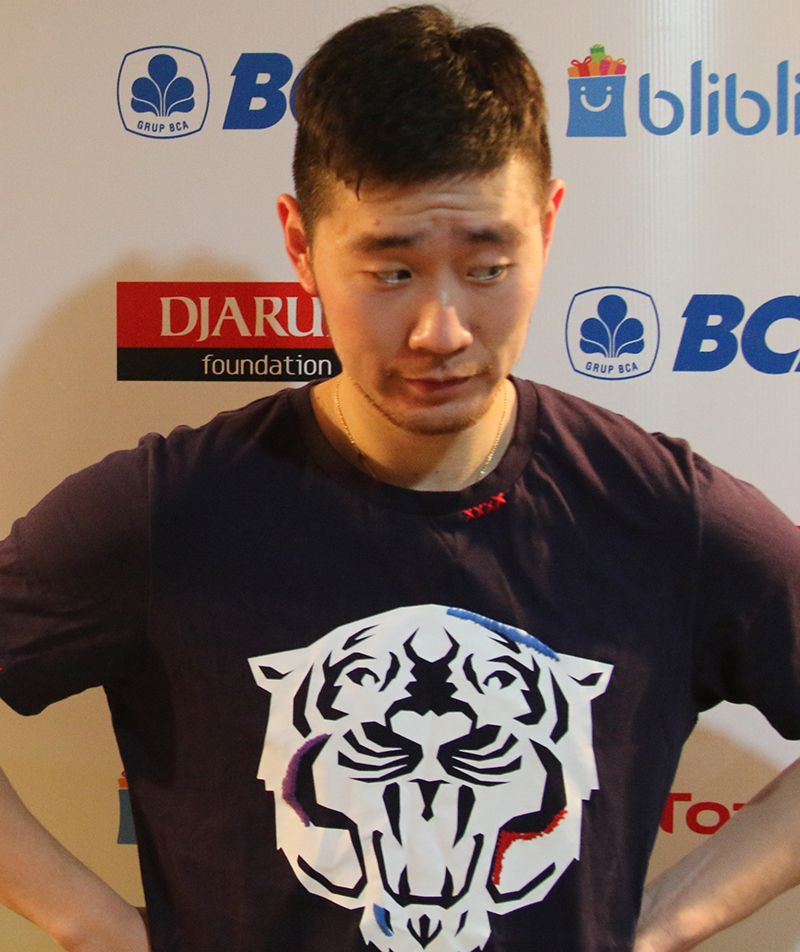
Liu Cheng, 2017

Liu Cheng (chinesisch 刘成, Pinyin Liú Chéng, * 4. Januar 1992) ist ein chinesischer Badmintonspieler.

## Karriere
Liu Cheng wurde 2010 Junioren-Asienmeister im Mixed mit Bao Yixin. Auch bei der Junioren-Weltmeisterschaft des gleichen Jahres gewannen beide Gold. Den Suhandinata Cup des gleichen Jahres gewann sie mit dem chinesischen Team. 2011 wurde er Neunter im Mixed bei den Canadian Open und Dritter in der gleichen Disziplin bei den US Open.

## Sportliche Erfolge
| Saison | Veranstaltung               | Disziplin    | Platz | Name                   |
| ------ | --------------------------- | ------------ | ----- | ---------------------- |
| 2010   | Junioren-Asienmeisterschaft | Mixed        | 1     | Liu Cheng / Bao Yixin  |
| 2010   | Junioren-Weltmeisterschaft  | Mixed        | 1     | Liu Cheng / Bao Yixin  |
| 2010   | Suhandinata Cup             | Team         | 1     | China                  |
| 2010   | China Open                  | Herrendoppel | 17    | Liu Cheng / Li Junyang |
| 2010   | China Open                  | Mixed        | 17    | Liu Cheng / Luo Ying   |
| 2011   | US Open                     | Mixed        | 3     | Liu Cheng / Luo Ying   |
| 2011   | Canadian Open               | Mixed        | 9     | Liu Cheng / Luo Ying   |